# Famille Michaud (Savoie)
Pour les articles homonymes, voir Michaud.
La famille Michaud est une famille originaire de Mognard (près d'Albens), situé en Savoie, dont des membres ont été anoblis au XIXe siècle par les rois de Sardaigne.
Cette famille est illustrée par la branche aînée, Michaud de Beauretour, désormais éteinte, représentée par le comte Alexandre Michaud de Beauretour (1771-1841), général anobli en 1816 par le roi de Sardaigne, Charles-Félix de Savoie.
La branche cadette Michaud subsistante est également illustrée par le baron Pierre Michaud (1769-1848), chevalier de l'Ordre des Saints-Maurice-et-Lazare, général anobli par lettres patentes du 16 juin 1846 du roi de Sardaigne, Charles-Albert de Savoie. Ce sont ses descendants qui subsistent à Tresserve.
Une branche cadette, bourgeoise de Chambéry, s'est également illustrée par l'historien et académicien Joseph-François Michaud (1767-1839), auteur en collaboration avec Michel Poujoulat, de l'Histoire des Croisades, et par son frère , l'écrivain et historien Louis-Gabriel Michaud (1773-1858), auteur en 52 volumes de La Biographie Universelle, ancienne et moderne. Ils sont tous deux cousins germains du baron Pierre Michaud.
Ses descendants font partie des familles subsistantes de la noblesse française. Elle est inscrite à l'ANF depuis 1959.

## Histoire

### Origines
On trouve dans le recensement de la Gabelle du sel de 1561 à Mognard le foyer de Guillaume Mattel alias Michaud, père de Richard, grand-père d'Amed et arrière grand-père de Jean Claude. Guillaume est donc né à la fin du XVe siècle.
Le nom Michaud seul est utilisé dès la fin du XVIe siècle.   
Alexandre Michaud (1643-1702), fils d'Humbert et petit-fils de Jean Claude,  épouse en 1669, Philiberte Clerc dit Renaud, de Mognard. Ils ont :
- François-Louis Michaud, né à Mognard le 22 mars 1696, épouse une demoiselle Gerdil.
- Pierre Michaud, né  à Mognard, le 10 août 1678, épouse en premières noces en 1699 Jeanne Anthoine Debornes, sans descendance Michaud, et en secondes noces  en 1716 Jeanne Collonges, fille d'un secrétaire de la Chambre des comptes de Savoie. Il meurt le 18 décembre 1759 à Orly, hameau d'Albens.
- Joseph Michaud, né à Mognard, le 11 janvier 1683,  épouse en 1707 Jeanne Monard. Il est châtelain de Mognard en 1721. Il meurt à Mognard le 10 avril 1753.

## Branches

### Branche aînée anoblie des comtes Michaud de Beauretour (éteinte)
François-Louis Michaud , (fils aîné d'Alexandre), est l'auteur de la branche aînée installée à Nice, qui est illustrée notamment par le comte Alexandre Michaud de Beauretour (1771-1841), lieutenant-général, aide de camp de l'Empereur de Russie, grand-croix de l'Ordre des Saints-Maurice-et-Lazare, anobli le 21 juin 1816, par lettres patentes du roi de Sardaigne, Charles-Félix de Savoie. Le nom Michaud de Beauretour s'est éteint au XIXe siècle avec la mort de Félix Michaud (1864-1937), 6e comte de Beauretour.

### Branche cadette Michaud (éteinte)
Pierre Michaud , (deuxième fils d'Alexandre), est l'auteur de la branche cadette éteinte, illustrée par Joseph François Michaud, (1767-1839), auteur de « l'Histoire des Croisades » , en collaboration avec Poujoulat.  Son frère, Louis-Gabriel Michaud (1773-1858), est l' auteur de la « Biographie universelle », en 52 volumes.

### Deuxième branche cadette anoblie Michaud (subsistante)
Pierre Michaud, (troisième fils d'Alexandre), châtelain de Mognard, est l'auteur de la branche cadette subsistante qui est illustrée par le major-général de cavalerie Pierre Michaud (1769-1848), commandeur de l'Ordre des Saints Maurice-et-Lazare. Il est anobli le 16 juin 1846, par lettres patentes du roi de Sardaigne, Charles-Albert de Savoie, conférant le titre de baron héréditaire par ordre de primo-géniture.

## Personnalités
Branche subsistante Michaud, originaire de Mognard
- Pierre Michaud, né le 10 août 1678 à Mognard et mort le 18 décembre 1759 à Albens, fils d'Alexandre Michaud, qui épouse en 1669, Philiberte Renaud, originaire de Mognard[1]. Il fut bourgeois de Chambéry en 1721. Marié à Jeanne-Antoine Debornes (†1716) et en 1716 à Jeanne Collonges, dont il eut entre autres : Noël, Joseph .
  - Noël Michaud, né en 1727 à Albens et mort en 1785 à Jonzier-Epagny, fils du précédent et de Jeanne Collonges, il épouse le 9 janvier 1760 à Rumilly Thérèse de Bracorens de Savoiroux, dont entre autres Pierre, qui suit.
    - Pierre, premier baron Michaud (1769-1848), il servit l'Empire, sous Junot, en Espagne, où sa conduite lui valut la Légion d'honneur. Blessé en 1810, il se retira. Rappelé au service en juillet 1813, il est nommé chef de bataillon à la Légion du Mont-Blanc, sous le général Desaix. De nouveau blessé gravement en février 1814, il dut quitter le champ de bataille. Après la chute de l'Empereur, il offrit ses services à la maison de Savoie. Nommé gouverneur de Nice avec le titre de major-général de cavalerie, il reçut du roi Charles-Félix, en 1840, la grande médaille mauricienne en or instituée en faveur des officiers généraux en activité qui comptaient cinquante ans de services. Il fut anobli par Charles-Albert en 1846 avec le titre de baron et mourut en 1848 à Pancalieri en Piémont. Marié en 1811 à Claudine Berthaud, il eut quatre enfants dont Claude-Antoine-Alexandre baron Michaud (1812-1884) qui épousa en 1840 Marie-Antoinette-Sébastienne Domenget et continua les barons Michaud. Il était le cousin germain de Joseph Michaud, l'auteur des Croisades[5].
    - Marie-Anne Michaud (1759-1847), sœur du baron Pierre Michaud. Elle épouse Jean-François Mollard et elle est la mère du général Philibert Mollard, grand officier de l'ordre des Saints-Maurice-et-Lazare, vainqueur de la Bataille de San Martino.
    - Claude Antoine Alexandre, deuxième baron Michaud (1812-1884), consul général de Sardaigne à Milan, puis à Trieste , Venise, ministre  plénipotentiaire, en 1878, officier de l' Ordre des Saints Maurice-et-Lazare et de la couronne d'Italie.

  - Joseph Michaud (1730-1805) (fils de Pierre Michaud et de Jeanne Collonges), Garde du corps de SM, il épousa en 1773 Claudine Muffat de Saint-Amour.
    - Pierre-Marie-François Michaud (né le 26 août 1784 à La Biolle, et mort le 8 avril 1863 à La Biolle), fils du précédent. Capitaine au 32e régiment de ligne puis percepteur et maire de la Biolle de 1860 à 1862. Chevalier de la Légion d’honneur le 10 novembre 1813. Il épousa en 1831 Sophie de Pelly (1807-1881)[6].

  - Louis-Marie Michaud (1732-1778) (fils de Pierre Michaud et de Jeanne Collonges), bourgeois de Chambéry, notaire commissaire à terrier, habitant à Villette-sur Ain, il épousa en 1765 Marie-Anne Montagnat, dont entre autres Joseph et Louis-Gabriel qui suivent.
    - Joseph-François Michaud (1767-1839), académicien, historien et pamphlétaire, fils du précédent. Marié le 2 septembre 1809 à Paris avec Violette Roux.
    - Louis-Gabriel Michaud (1773-1858), écrivain et historien, frère du précédent, marié à Angélique-Julie Bonnard.

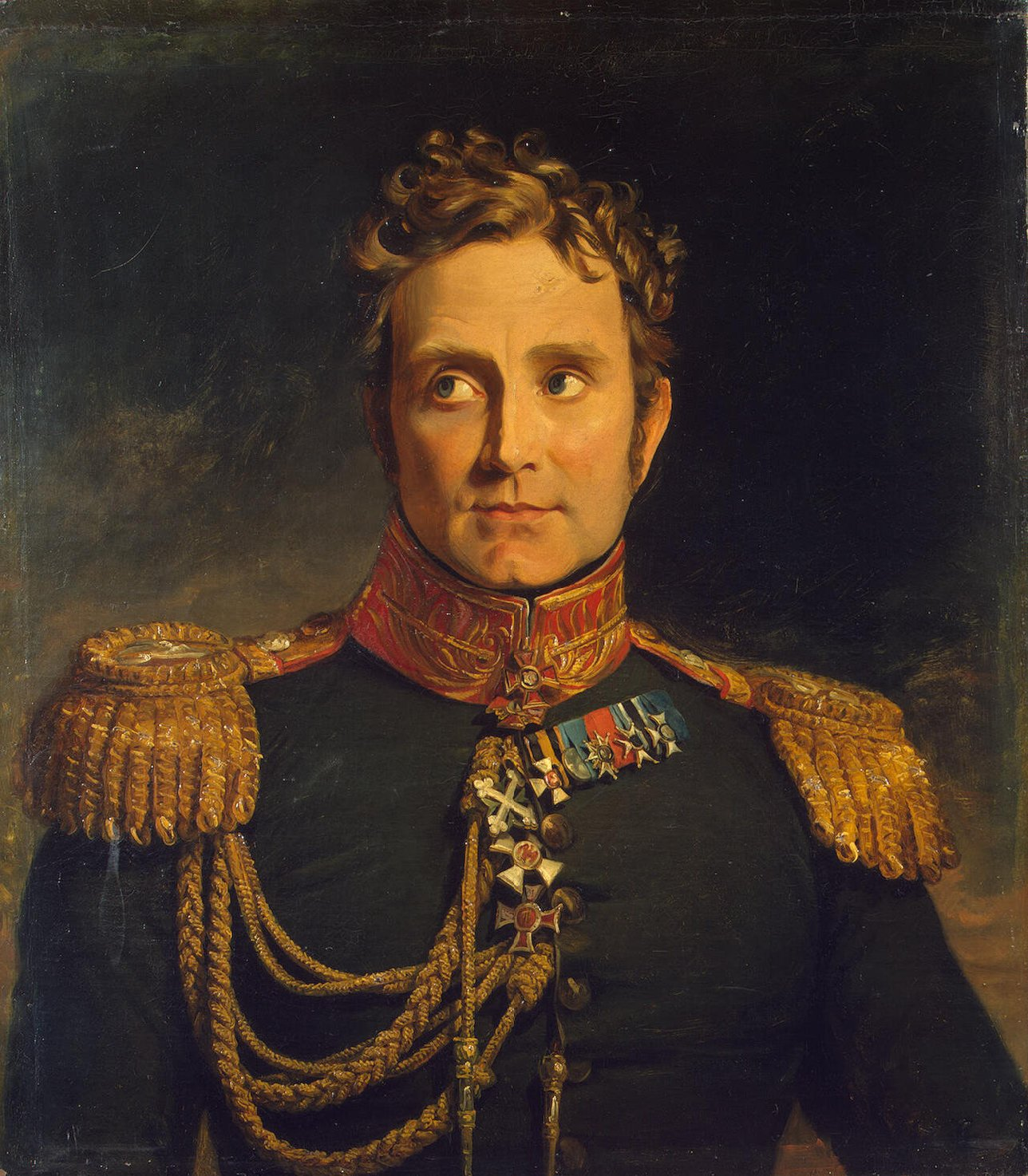
Alexandre Michaud de Beauretour

Branche éteinte Michaud, branche de Nice
- Jean-François Michaud (né le 20 septembre 1734 à Exilles, Piémont, et mort le 16 avril 1809, à Turin). Ingénieur en chef du Comté de Nice, il est directeur des fortifications et commandant des cadets de Nice. Arrière-petit-fils d'Alexandre Michaud, qui épouse en 1669, Philiberte Renaud, originaire de Mognard, petit-fils de François-Louis Michaud (né le 22 mars 1696 à Mognard ), qui s'établit en Faucigny où il épouse une demoiselle Gerdil, et fils de Joseph Michaud (né le 11 novembre 1702 à Morillon) et de Marie-Bartholomée Cullaz (née le 21 octobre 1707 à Morillon)[1]. Il épouse le 10 janvier 1768 à Nice Marie-Antonia Raynaud[7].  
  - Alexandre Michaud de Beauretour fils du précédent, (né en 1771 à Nice et mort en 1841 à Palerme), général russe et aide de camp d'Alexandre Ier de Russie, titré comte de Beauretour en 1816 par le roi Victor-Emmanuel Ier de Sardaigne[8].

## Armes
- Barons Michaud (1846) : « Tranché d’or au lion de sable, armé et lampassé de gueules, brandissant une épée d’argent et au 2  par une ligne canelé de 14 pièces de gueules à 2 bandes d’argent »[9],[10].
- Famille Michaud comte de Beauretour : « Coupé : au I partie : au 1 d'or, à deux fleurs de lis d'azur en pal; au 2 d'argent, au chêne arraché de sinople à la barre bretessée de trois pièces de gueules brochante, au II dans un coupé d'azur, un navire d'argent aux voiles déployé"[11].

- Devise: Nombre ne fait[1].

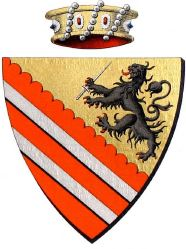
armes barons Michaud
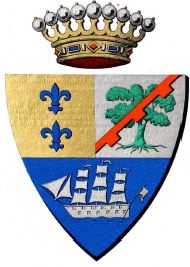
armes famille Michaud de Beauretour

## Propriétés
- Maisons fortes de Mognard, de Villette et des Plagnes à la Biolle[12].
- Château de Richemont (Villette-sur-Ain) où naquit Louis-Gabriel Michaud et où fut élevé  son frère Joseph Michaud[13].

## Alliances
Les principales alliances de la famille Michaud sont : Babuty, de Bracorens de Savoiroux, de Branges de Bourcia, de Buttet, Dommenget, Gerdil, Mollard, Muffat de Saint-Amour, Pozzo di Borgo, Spitalieri de Cessole, Valfrè di Bonzo, Vignet, etc.